# Stereomyia quadrata
Stereomyia quadrata är en tvåvingeart som först beskrevs av Theodor 1967.  Stereomyia quadrata ingår i släktet Stereomyia och familjen lusflugor. Inga underarter finns listade i Catalogue of Life.